# Drum național 59C
Der Drum național 59C (rumänisch für „Nationalstraße 59C“, kurz DN59C) ist eine Hauptstraße in Rumänien.

## Verlauf
Die Straße zweigt in Jimbolia (Hatzfeld) vom Drum național 59A nach Nordwesten ab und verläuft im Banat nahe der rumänisch-serbischen Grenze über Comloșu Mare (Groß Komlosch) und Teremia Mare (Marienfeld) nach Sânnicolau Mare (Groß Sankt Nikolaus), wo sie in den Drum național 6 einmündet und an diesem endet.
Die Länge der Straße beträgt rund 41 Kilometer.